# Giampiero Mele
Giampiero Mele (* 15. April 1958 in Rom) ist ein italienischer Telekommunikations-Unternehmer und Filmregisseur.

## Leben
Mele studierte Politikwissenschaften an der Universität La Sapienza und erlangte einen Master an der University of Southern California. Zurück in seinem Heimatland arbeitete er als Regieassistent einiger bedeutender Regisseure wie Mauro Bolognini, Alberto Lattuada und Elda Tattoli. Zwischen 1979 und 1982 inszenierte er einige Kurzfilme und legte 1984 seinen einzigen Langfilm fürs Kino vor, den nach eigenem Drehbuch entstandenen In punta di piedi.
Nachdem der Film kein großer Erfolg wurde, widmete sich Mele der Telekommunikationsbranche und als Autor der Geschichte und Kultur Osteuropas, insbesondere des baltischen Raumes. In mehreren Gesellschaften zur Förderung der Beziehungen Italiens zu diesen Staaten sitzt er im Vorstand; 2009 erschien sein Buch „Fili d'ambra - Il rinascimento del Baltico“. Mele ist auch Vizepräsident der „Sezione Elettronica dell'Unione degli Industriali“, der italienischen Elektro-Unternehmer.

## Filmografie
- 1984: In punta di piedi